# Méligny-le-Petit
Méligny-le-Petit é uma comuna francesa na região administrativa de Grande Leste, no departamento de Meuse. Estende-se por uma área de 8,39 km². Em 2010 a comuna tinha 79 habitantes (densidade: 9,4 hab./km²).